# D’Autray
D’Autray ist eine regionale Grafschaftsgemeinde (französisch municipalité régionale de comté, MRC) in der kanadischen Provinz Québec.
Sie liegt in der Verwaltungsregion Lanaudière und besteht aus 15 untergeordneten Verwaltungseinheiten (drei Städte, fünf Gemeinden und sieben Sprengel). Die MRC wurde am 1. Januar 1982 gegründet. Der Hauptort ist Berthierville. Die Einwohnerzahl beträgt 42.189 und die Fläche 1.249,30 km², was einer Bevölkerungsdichte von 33,8 Einwohnern je km² entspricht.

## Gliederung
Stadt (ville)
- Berthierville
- Lavaltrie
- Saint-Gabriel

Gemeinde (municipalité)
- Lanoraie
- La Visitation-de-l’Île-Dupas
- Mandeville
- Saint-Cléophas-de-Brandon
- Saint-Cuthbert

Sprengel (municipalité de paroisse)
- Saint-Barthélemy
- Saint-Didace
- Sainte-Élisabeth
- Saint-Gabriel-de-Brandon
- Sainte-Geneviève-de-Berthier
- Saint-Ignace-de-Loyola
- Saint-Norbert

## Angrenzende MRC und vergleichbare Gebiete
- Matawinie
- Maskinongé
- Nicolet-Yamaska
- Pierre-De Saurel
- Marguerite-D’Youville
- L’Assomption
- Joliette